# Katholische Universität Mecheln

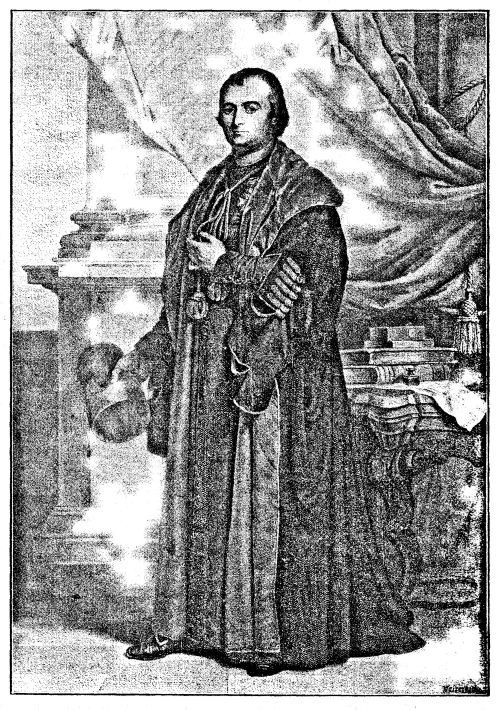
Peter de Ram, erster und einziger Rektor der Katholischen Universität Mecheln.

Die Katholische Universität Mecheln war eine Universität, die am 8. November 1834 von den belgischen Bischöfen in Mecheln (flämisch: Mechelen; französisch: Malines) gegründet wurde. Die Universität bestand lediglich 13 Monate.

## Geschichte
Die Ankündigung der Gründung einer katholischen Universität in Mecheln provozierte Unruhen in den Städten Gent, Löwen und Lüttich, die befürchteten, dass das öffentliche Bildungswesen unter denn Einfluss der Katholischen Kirche kommen könne. Treibende Kraft des Vorhabens war der Erzbischof von Mecheln, Engelbert Sterckx (1792–1867). Der erste und einzige Rektor war Peter de Ram.
Die Universität zog schon am 1. Dezember 1835 nach Löwen und nahm den Namen Katholische Universität Löwen an.